# Turbe na Musali u Zenici
Turbe na Musali (turbe Bilimišće) turbe je u Zenici. Današnje turbe je izmijenjena rekonstrukcija starog na drugoj lokaciji, nedaleko od športske dvorane na Bilimišću.

## Položaj
Staro turbe se nalazilo na drugoj strani današnje ceste – kod Drvenog mosta koji vodi preko rijeke Bosne, na desnoj obali rijeke. Na tom mjestu su sada samo stepenice kao ostatak starog turbeta, a postoji narodna priča da su tu samo zato što ih fizički nije bilo moguće ukloniti (netko tko bi to pokušao bio bi odbačen).

## Povijest
Pisana vrela o ovom nadgrobnom mauzoleju ne postoje, no postoji usmeno kolektivno sjećanje. Među češćim predajama je ta da su ovdje četiri groba Sirijaca koji su došli u Zenicu širiti islam, u vrijeme prije osmanskog osvajanja Bosne i tadašnje islamizacije. Bili su na sadašnjoj lokaciji tzv. Male Musale, gdje su ih pobili ondašnji Zeničani. Od tog vremena su samozvani emisari išli širiti "muhamedansku vjeru" tj. islam. Godina kad se ubojstvo desilo vjerojatno je 1436. Tada se u Moštrama kod Visokog ulogorila osmanska vojska (pod zapovjedništvom vojvode Baraka) koja se probila u središnju Bosnu. U ispravi Dubrovačke Republike od 20. ožujka 1436. godine je ime vojvode Baraka i pomen vojske ulogorene u Moštrama. Taj isti dokument na latinskom prvi je pisani zapis imena Zenice. Turbe je srušeno 1969. pri probijanju ceste radi spajanja s novim mostom (koji se još uvijek kolokvijalno naziva Drvenim). Novo turbe je napravljeno preko puta, istog tlocrta ali u modernijem stilu. Na ulaznim vratima u turbe je utor za ubacivanje novčića kao milodara (nakon što se, po izboru, u sebi prouči kraća sura ili ajeti), što se koristi za održavanje turbeta; vjeruje se da je data milostinja za sreću i da ritual treba završiti napuštanjem dvorišta kretajući se unatrag.